# چارلز بامبریج
چارلز بامبریج (به انگلیسی: Charles Bambridge) بازیکن فوتبال زادهٔ ۳۰ ژوئیه ۱۸۵۸ اهل کشور انگلستان بود که سابقهٔ بازی در تیم ملی فوتبال انگلستان را در کارنامهٔ خود دارد. وی در تاریخ ۵ آوریل ۱۸۷۹ نخستین بازی ملی خود را در مقابل تیم ملی فوتبال اسکاتلند انجام داد و با حضور در ۱۸ بازی ملی، در تاریخ ۱۹ مارس ۱۸۸۷ واپسین بازی ملی‌اش را در برابر تیم ملی فوتبال اسکاتلند برگزار کرد.
این بازیکن توانسته در بازی‌های ملی، ۱۱ گل به ثمر برساند.